# 叫鷹鵰
叫鷹鵰（學名：Aquila africanus）是一種猛禽，其种加词“africanus”意为“非洲的”。分布於安哥拉、蒲隆地、喀麥隆、中非、剛果共和國、剛果民主共和國、象牙海岸、赤道幾內亞、加彭、迦納、幾內亞、肯亞、賴比瑞亞、奈及利亞、盧安達、塞拉利昂、多哥和烏干達一帶。